# 関節式機関車

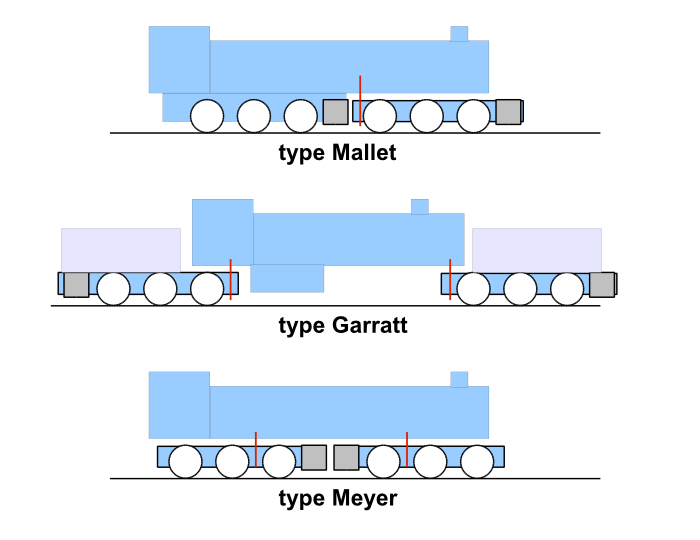
関節式蒸気機関車の3例、上からマレー式、ガーラット式、メイヤー式

関節式機関車（かんせつしききかんしゃ、英語: Articulated locomotive）は、通常主台枠に対して相対的に動くことのできる1台以上の動力台車を持つ蒸気機関車のことを意味する。固定軸距の長い鉄道車両が曲線を通過しにくくなる問題を解決するために用いられた。関節式機関車は一般的に、森林鉄道、産業用鉄道、山岳鉄道などの急曲線のある路線で用いられたが、標準的な曲線のある鉄道において非常に大きな機関車を走らせるためにも用いられた。

## 使用例
関節式機関車は多くの国で使用されているが、ヨーロッパの狭軌鉄道でとても一般的である。最大のものはアメリカ合衆国で開発されたユニオン・パシフィック鉄道4000形蒸気機関車（通称ビッグ・ボーイ）や車輪配置 2-6-6-6（アレゲニー）のH-8型で、これは蒸気機関車として史上最大のものでもある。
関節の方式には多くの異なったものがある。台車のみが首を振るギアードロコを別枠にすると、マレー式機関車とその単式の派生形がもっとも多く、これに次いでイギリスでほとんど製造されてヨーロッパやアフリカで広く用いられたガーラット式機関車があり、1911年時点には原則的に関節式機関車はこの2種類だけになっていた。他の多くの形式はわずかの成功しか収められなかった。

## 関節式蒸気機関車の種類
以下に主要な関節式蒸気機関車の種類を示す。他にも多くの種類がある。

### マレー式

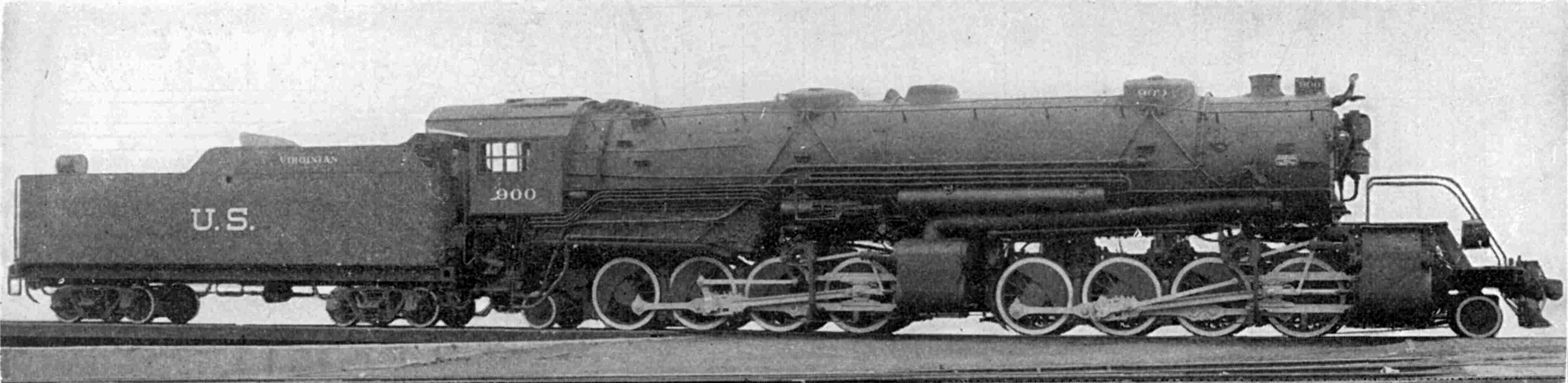
アメリカのUSRA標準型マレー

1個のボイラーの下に二個の台枠を有し、それぞれの台枠がシリンダー及び動輪を持っている方式。ボイラーは後部台枠に固定され、前部台枠はボイラーに対して動き得る。ボイラー前部の荷重は左右にスライドするベアリングにより前部台枠に伝えられる。 複式機関車の実用化に成功したアナトール・マレーが考案し1884年に特許を取得した。最初の機関車は1887年にベルギーで製造され、1889年のパリ万国博覧会に出品された0-4+4-0形機である。
本来は複式機関車で、関節式にしたのはマレーが以前作った別の複式機関車で起きた高速走行時の不安定性を防止するという副次的な理由による。関節部の屈曲する蒸気管には後部の高圧シリンダーで使用後の低圧蒸気が送られるので蒸気漏れを防ぎやすいというメリットがあった。

他の関節機同様に構造の複雑さと動輪数増加・曲線の通過しやすさと、複式である複雑さと燃費向上やトルクの安定化というメリット・デメリットの他に、機構上空転発生が抑止されるという大きなメリットと、前後動輪群の重量配分の不均衡により時速30マイル（約48km）付近から走行が不安定になるというデメリットがあったので、マレーが最初に作ったようなナローゲージ用の小型機か逆にアメリカなどでは大型化して勾配区間の貨物用などに用いられた。
日本では9750形・9800形・9850形（いずれも0-6+6-0）が存在したが、短命であった。狭義の「マレー」はマレー式機関車の中でも0-6+6-0の動輪配置のもののみを指す。日本では0-4+4-0配置としてタンク式の4500形や4510形、あるいはテンダー式の9020形が存在したが、この内9020形はマレーに満たないと言う意味で「ベビーマレー」と呼んだ。実際には製造されなかったが、ソ連では2-4-4-2+2-8-8-2+2-4-4-2という超大型のマレーが5フィートゲージ用に計画され、6000馬力を発揮する予定であったが実現していない。このマレーはフランコ・クロスティ式という特殊なボイラーを採用する予定だった。

### 単式膨張型関節式（単式マレー式）
日本にはない形式で、simple expansion articulated engine の訳語である。本来のマレー式は複式であるがこれは前部・後部のシリンダーが同径で、同じ圧力の高圧蒸気が供給される単式となっている。1910年代後半になって、関節式機関車の設計・製造・保守において問題となる自在継手式蒸気管の蒸気漏れの問題がある程度解消され、マレー式では低圧蒸気が供給されていた前部シリンダーへ後部シリンダーと同じ高圧蒸気が常時供給可能となったことで実現を見た。アメリカのペンシルバニア鉄道で1919年に開発され、以後、アメリカで製造されたビッグボーイなどの超大型関節機関車はすべてこの方式を採用している。厳密にはこれらをマレー式と呼ぶのは誤り（アナトール・マレー自身も「マレー式は複式」としていた）であるが、関節構造が同じであるためこれらも「マレー式」を名乗ることがあり、本来のマレー式との区別に「単式マレー式」(Simple Mallet) 、もしくは「アメリカンマレー」と称されることがある。これらはほとんどが2組の走り装置を持つものであるが、中には炭水車を含め3組の走り装置を持つものもエリー鉄道向けなど、わずかながら存在した。また、実際には製造されなかったが、4組、5組の走り装置を持つものも計画された。
なお、アメリカで最後までディーゼル化の波に抗し続けたノーフォーク&ウェスタン鉄道は、1950年代に入ってからも蒸気機関車の改良を続け、1953年にわざわざ単式マレーを改造して複式にしたり、トルクの必要な低速度域では単式、時速25km/h以上では複式、とそれぞれの特性を最大限生かして高性能を実現する機構を自社で独自開発し、実に1958年まで新造と在来車の改造により、この機構をマレー式の各形式に導入していた。

### ガーラット式

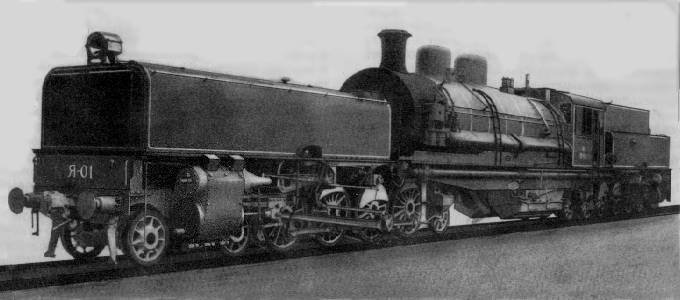
ソ連のYa-01形

1組ずつのシリンダ及び動輪群がついた台枠（水や石炭が乗る）を2組前後に置き、この上にボイラーや運転室を乗せた第三の主台枠を乗せた方式。イギリスのハーバート・ウィリアム・ガーラット (Herbert William Garratt) により、列車砲をヒントとして1907年に考案され、ベイヤー・ピーコック社の協力で実用化された。大型機に多く見られたが、その最初の適用例となった機関車（タスマニア島政府鉄道K1形）は610mm軌間で34tのB+B機であり、どちらかというと「線路状況のわりに大きな機関車」に多く見られた。走り装置上に水タンクが搭載され、その空積に関わらず常に死重となる炭水車が基本的に不要（しかも特に軸重制限の厳しい線区への入線時には、走り装置上の水タンクを空にして別途炭水車を連結することで軸重を標準より軽くすることも可能であった）、燃料・水の積載量が多く長距離を走行できる、ボイラー下が空間となるため、缶胴部や火室設計の自由度が高い（ボイラーを太く、火室を広く深くできて燃焼効率を上げられる。）、急曲線や勾配に強く動輪とボイラーが干渉しないので高速化もマレー式以上に容易、車輪数が多くすることで1軸あたりの軸重を相対的に軽くでき、それでいて容易に牽引力の強化が可能となる、など様々な利点があり、インド、南アフリカなど英連邦所属の各国で多く採用された。もっとも、その勃興期が第一次世界大戦後であったため、日本では採用されなかった。計画だけに終わったが、ガーラット式の足回りをマレー式相当とする、ガーラット・マレー式機関車も提案されていた。なお、ガーラットは「ガラット」や「ギャラット」などと表記されることもある。
ガーラット式の亜種としてノースブリティッシュ・ロコモティブ（NBL）が製造したモディファイド・フェアリー式と、マッファイが製造したユニオン式があり、モディファイド・フェアリー式は、ベイヤー・ピーコックのパテントに抵触しないように既存のフェアリー式（後述）の名義で、ボイラーのある台枠の前後がそのまま伸びてここに石炭と水を搭載してしまっているもの（走行部分だけボギー台車のように首を振る）。ユニオン式は前部がガーラットのように足回りの上に水タンクがあり、後部がモディファイド・フェアリー式同様にボイラーの後部台枠に水と石炭を搭載。自動給炭機を取り付けやすいという強みがあったが、足回りへのピボットに余計な重量がかかり（ガーラットは炭水の重量はピボットにかからない）、整備の手間や安定性の悪さで広まらなかった。

### フェアリー式

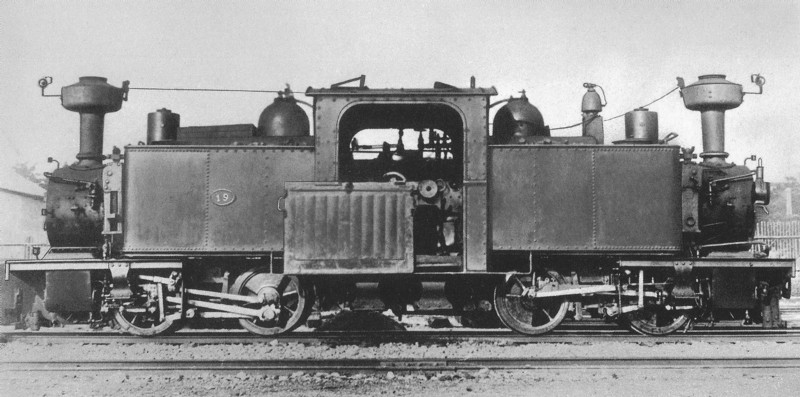
王立ザクセン邦有鉄道II K形

(Fairlie locomotive)
2つのボイラーを背中合わせに繋ぎ（よって横から石炭を投入する）、その前後部に1組ずつの走り装置を設けた方式。後述するシングルフェアリー式と区別するため、ダブルフェアリー式とも呼ぶ。ボイラー以外の要素はメイヤー式に近い。イギリスのロバート・F・フェアリー (Robert F.Fairlie) によりマレーよりも早く1863年に考案され、イギリスやその影響下にあった国の軽便鉄道で使用された。2台の通常型タンク機関車を背中合わせに連結した形をしており、後述する双合式と似ているが、ボイラーが運転台を貫通している点で双合式とは異なる。急カーブに強い上、方向転換の必要がないという利点があったが、当時は関節部分の蒸気管の強度が不十分であり、また構造上燃料の格納場所がなく、上述のとおりボイラーが運転台の中央を通っているため運転台が狭くなるといった欠点があり、実用では1911年頃にはマレーやガーラットにその座を追われている。なお、観光用としての最後の竣工機は1979年の製造であり、2016年にも新たな機体の製造が発表され、2021年の完成予定で製造中である。いずれも保存鉄道であるフェスティニオグ鉄道の発注である。
日本では鉄道連隊によりアメリカ製の1両のみ使用された。

### シングルフェアリー式

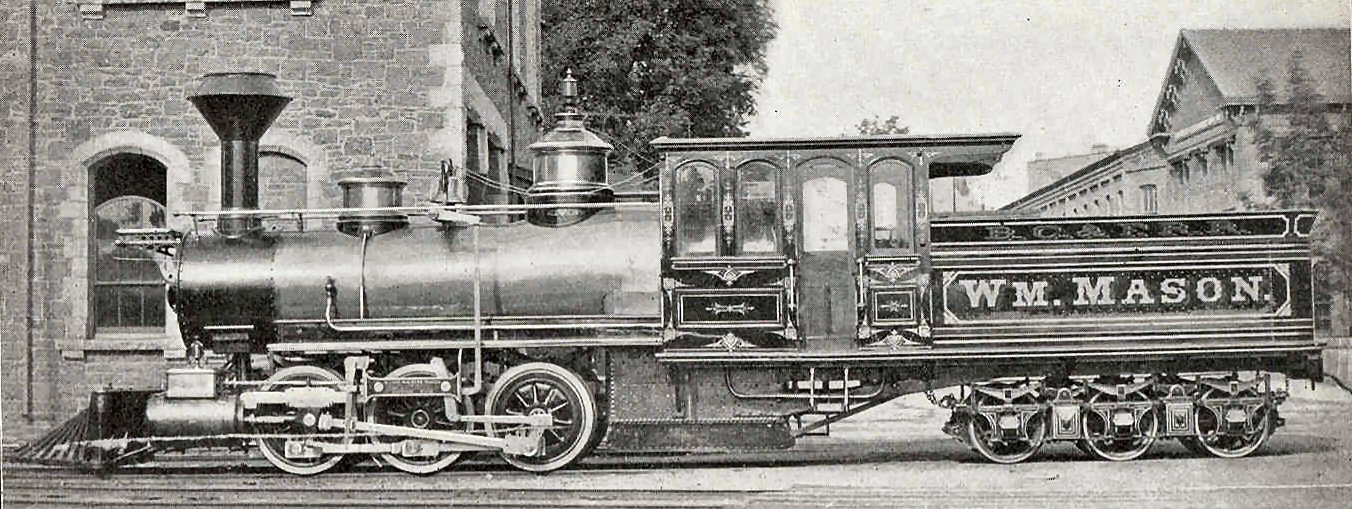
メイソン・ボギー・ロコモティブ　1874年のメーカーによる公式写真

ボイラーが1基、一端に運転台を有し、ボイラーから煙室に至る位置の下部に関節式の動力台車を持ち、運転台の下に無動力のボギー台車を取り付ける方式。「メイソン・ボギー（Mason Bogie)」とも呼ばれる。
ダブルフェアリー式を半分にした、すなわち通常の蒸気機関車と同じ外観なのでさらにメイヤー式に似るが、後部台車が無動力の従輪である点でメイヤー式とは異なる。ダブルフェアリー式の双方向性は失われたが、運転台後方に燃料の格納場所を設置することが可能で、必要に応じてテンダーの使用もできる。ボイラー1基のためメンテナンスの手間・費用も抑えられる。
1869年にアイルランド（当時はイギリスに併合）のアレクサンダー・マクドネル( Alexander McDonnell)によりグレート・サザン・アンド・ウエスタン鉄道(Great Southern and Western Railway)のために考案され、イギリスでも少数が使用されたが、主にアメリカにおいて使用され、アメリカにおけるフェアリー式のライセンスを保持していたウィリアム・メイソン（William Mason）により146輌ほどが製造され「メイソン・ボギー・ロコモティブ」と呼ばれた。
なお、アメリカで高架鉄道用に使用されたフォーニー式（Forney）も似たような外見だが、こちらは動輪部分が首を振らずに車体に固定されているものを指し、関節式ではない。

### メイヤー式

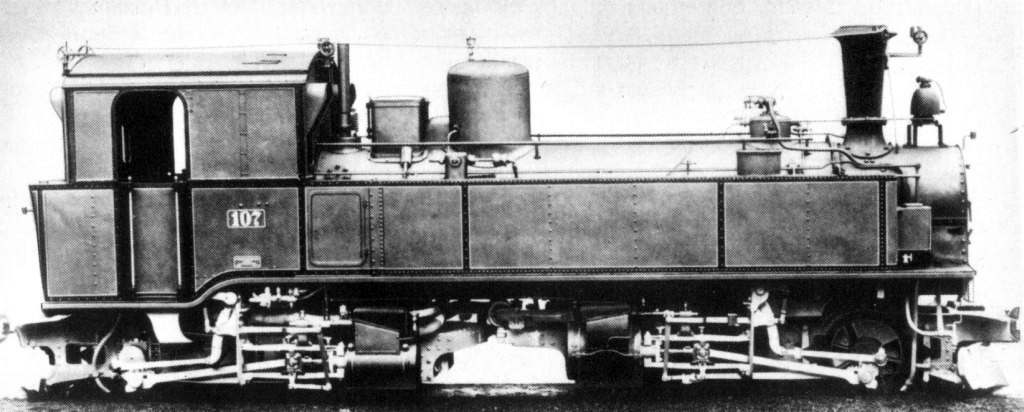
王立ザクセン邦有鉄道IV K形

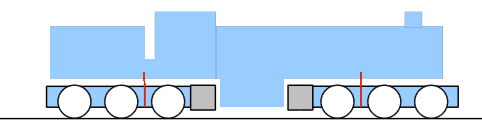
キトソン・メイヤー式機関車

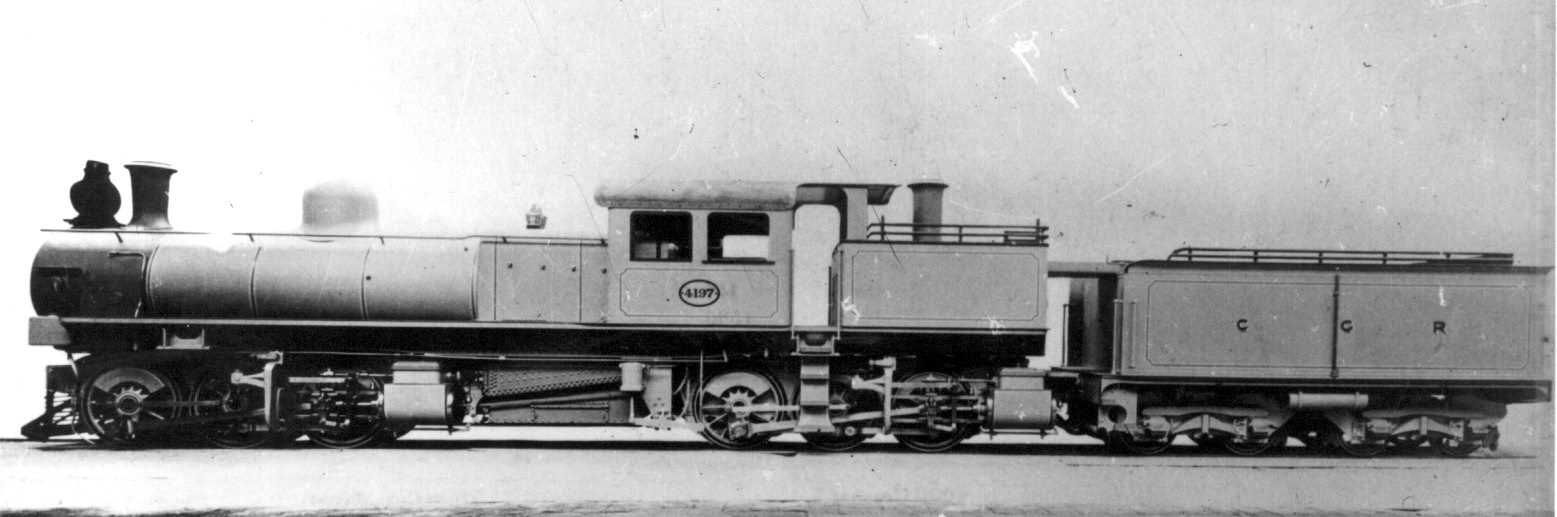
SAR class KM (1904)

(Meyer locomotive)
「マイヤー式」とも呼ばれる。ボイラー下に2つの独立した台枠を持ち、後部シリンダーが高圧・前部シリンダーが低圧蒸気を使うところまではマレー式と同じだが、両方ともボイラーに対して遊動しうる点とシリンダーが前後とも中央によっている（マレー式の前部シリンダーは車端側）点がマレー式とは異なる。またフェアリー式(狭義としてのフェアリー式、すなわちダブルフェアリー式)とではボイラーは通常の形状であること、ガーラット式とはボイラーが独自の台枠に乗っていない点が異なる。フランスのジーン・ジャック・メイヤーにより、1861年に考案され、主にヨーロッパの地方鉄道で使用されていた。
イギリスのキトソン社により改良されたキトソン・メイヤー式の機関車が1894年から製造された。これは、メイヤー式の後部台車を後方に移動しガーラット式と同様に火室を台車間に落とし込んだ物である。キャブ後方には追加の水タンクが置かれた。こちらは南米やアフリカで使用されたが、地味な存在のまま終わった。また、w・G・バグナル社により改良された形式も存在した。

### マッファイ式

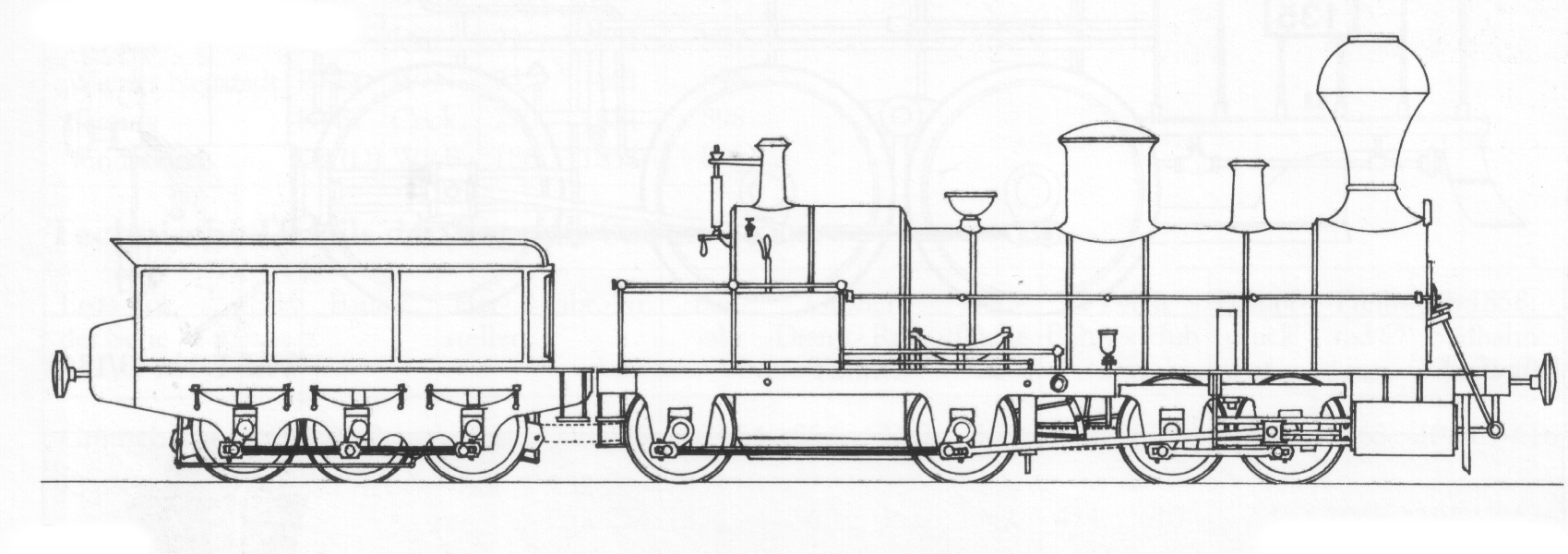
バヴァリア号

ドイツのJ.A.マッファイ社により、1851年のゼメリング・コンテストのために考案された方式。同社が製作したバヴァリア号に採用された。軸配置は4-4-6で全ての車輪が同径、前方の台車はシリンダーにより駆動され、そこから後部の台車へチェーンで動力を伝達する。チェーンは緩みがあるのでカーブに対応できるという理由で「コンテストで最も優れている」と賞を獲得したが、後に信頼性やチェーンの耐久性が低いことが明らかになり、実用化には至らなかった。

### ヴィーナー・ノイシュタット式

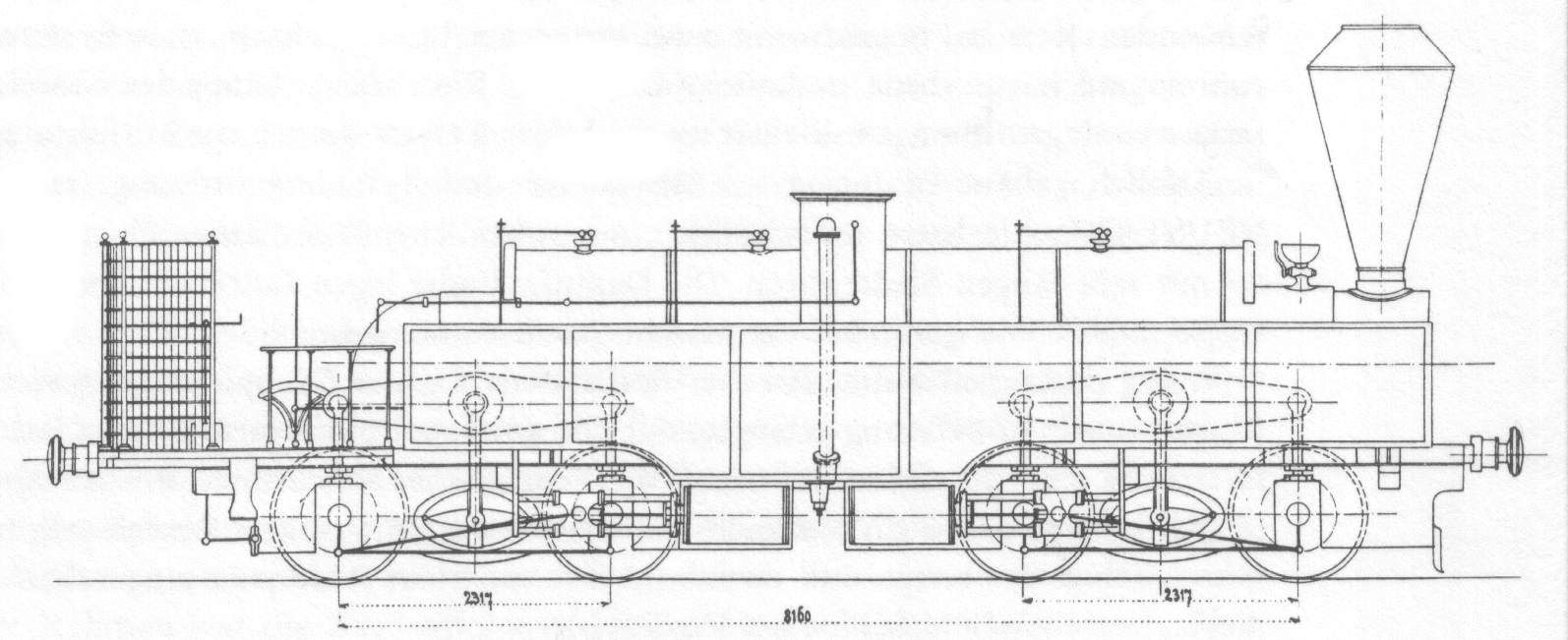
ノイシュタット号

ドイツのヴィーナー・ノイシュタット社により、1851年のゼメリング・コンテストのために考案された方式。同社が製作したノイシュタット号に採用された。ボイラーの下に2組の走り装置を設けた方式で、後のメイヤー式の原型となる。車輪の間に火室が出っ張っており台車の動きが制限されるのが欠点で、さらにヴィーナー・ノイシュタット社は関節式機関車用の特殊な部品を製作するのが初めてであったため、粗悪な部品が出来上がってしまい、これが問題視されて実用化に至らなかった。

### コッケリル式

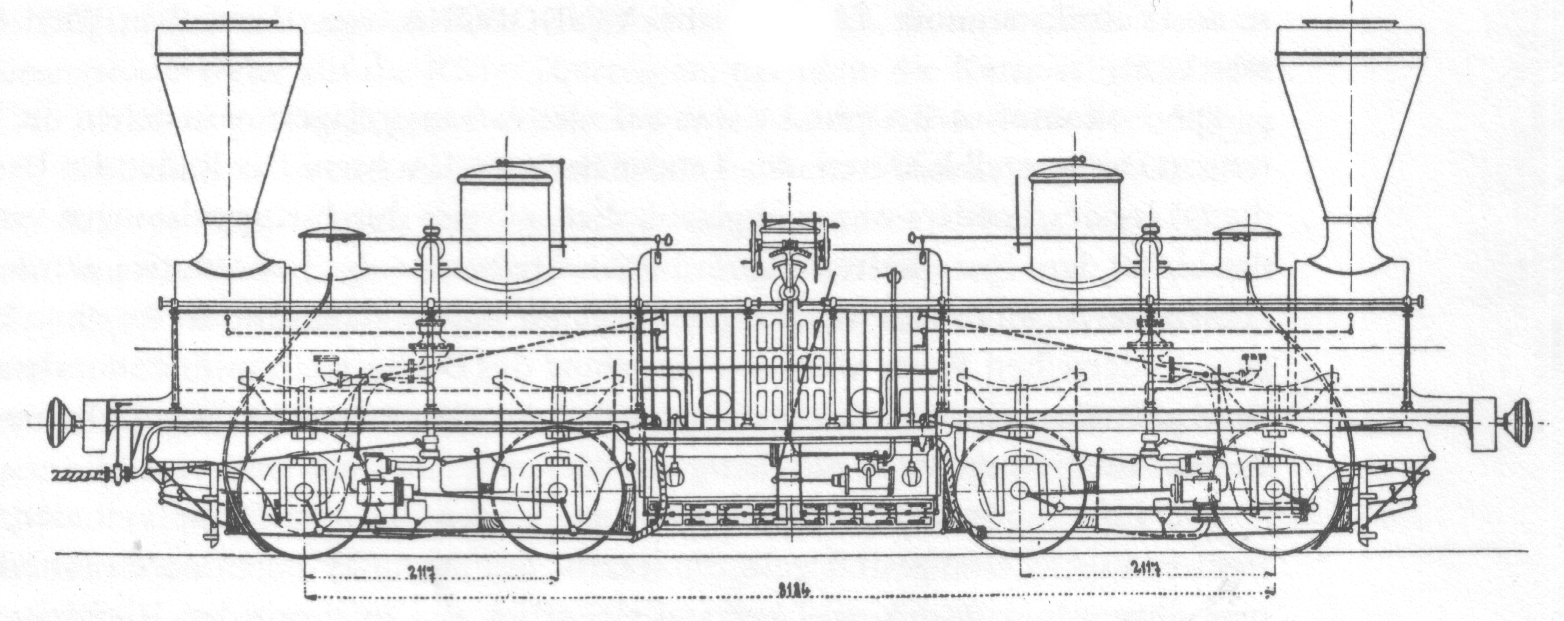
ゼライング号

ベルギーのコッケリル社により、1851年のゼメリング・コンテストのために考案された方式。同社が製作したゼライング号に採用された。2つのボイラーを背中合わせに繋いだ構造で、後のフェアリー式の原型となる。その後似た方式がヨーロッパで何度か考案されたが、タンクを乗せるスペースがないのが欠点であり実用化に至らなかった。

### デュ・ブスケ式

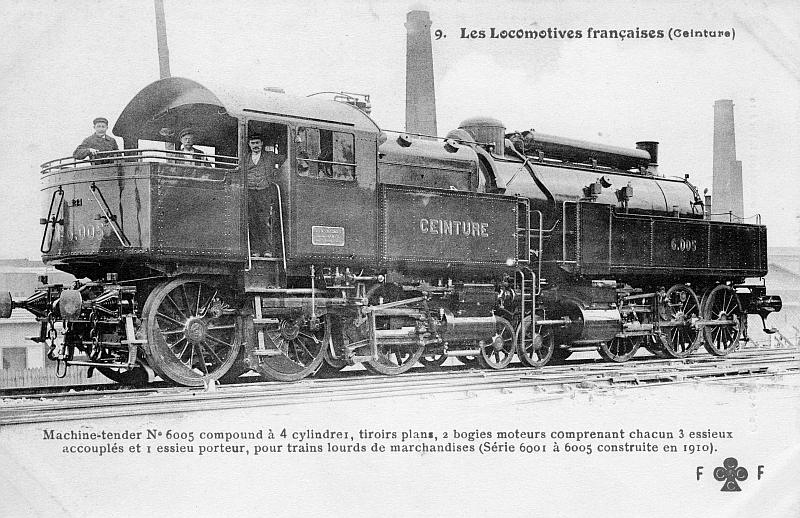
北部鉄道 6005

(du Bousquet locomotive)
フランスの鉄道技術者ガストン・デュ・ブスケ(フランス語版)により開発された方式。
メイヤー式と同様にボイラーと固定されない複数の走り装置を持つが、複式である点などがメイヤー式と異なる。
主に、フランスの北部鉄道 (NORD)、東部鉄道(フランス語版)、パリ環状鉄道連合で使用された。

### ゴルウェ式

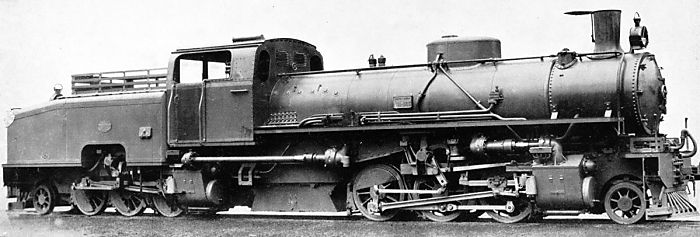
ゴルウェ式機関車

(Golwé locomotive)
ベルギーで製作されフランスの西アフリカ植民地で使われた方式。
ボイラーと固定されない2組の動力台車を有し、前部台車はボイラーと煙室の下にある。後部台車は運転室後部の炭水庫の下にあり、シリンダーは台車の前部にある。火室は両台車の間にある。

## 双合式

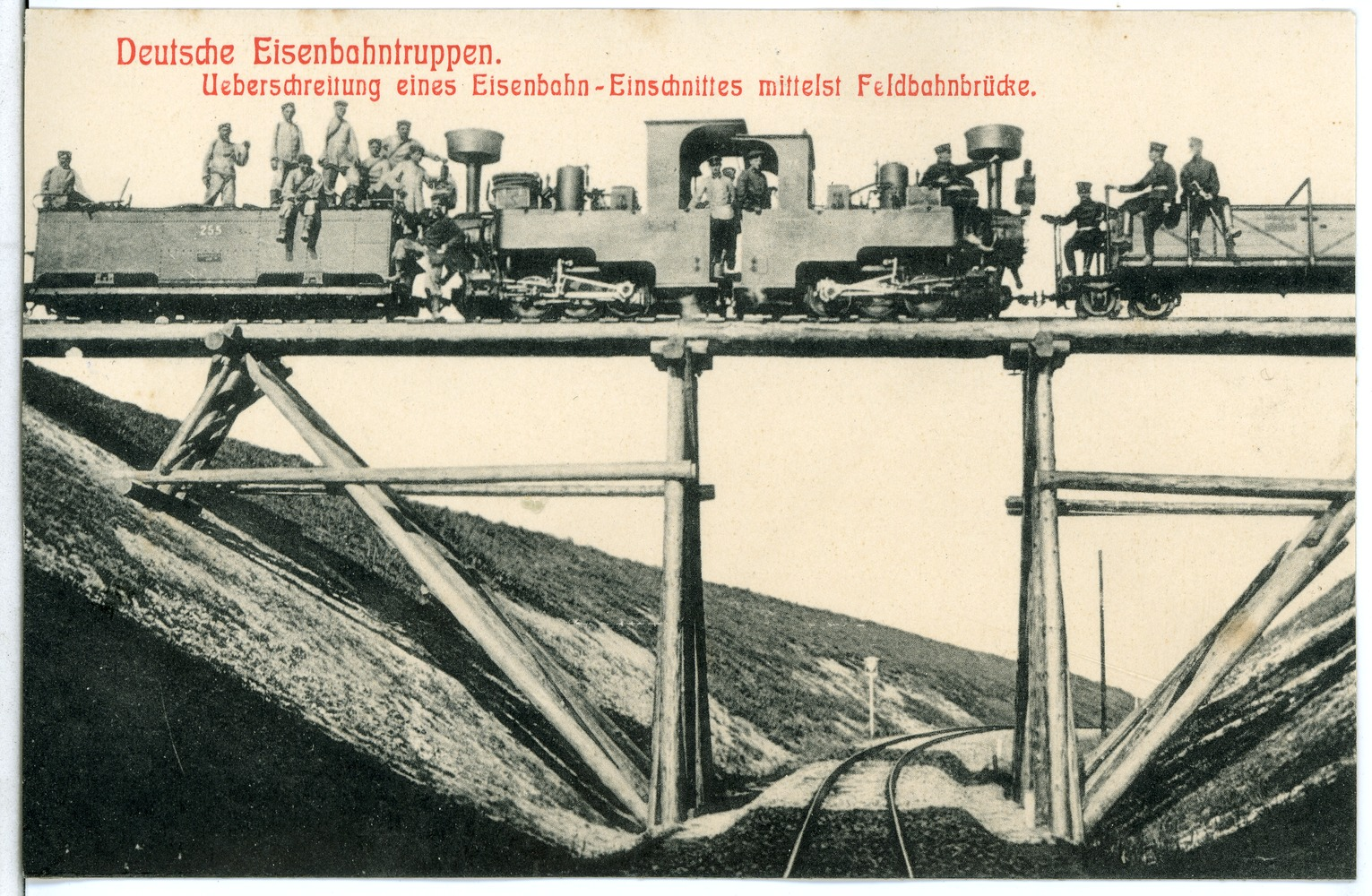
双合式機関車、写真左側に連結されているのはオプションの炭水車

関節式と類似の機能を持つものとして2両の通常型タンク式蒸気機関車を背中合わせに連結した双合式（ツヴィリングスロクス、Zwillingsloks）がある。

## 電気機関車・ディーゼル機関車
ドイツ国鉄のE94型、スイス連邦鉄道のCe 6/8 II形、アメリカのミルウォーキー鉄道のEP-2型などは、ガーラット式と同じように2つの走行装置の各々に載せられた車体と、両方の走行装置をまたいで載せられた車体を備えている。
フェッロヴィーエ・デッロ・スタート（イタリア国鉄）のクラスE626やニュージーランドのEWクラスは、2車体が連接式台車を共有する。
大部分の電気機関車・ディーゼル機関車はフェアリー式蒸気機関車やマイヤー式蒸気機関車と同様に複数の動力ボギー台車の上に車体を載せる構造であるが、これらは関節式と呼ばれない。